# Натали Кол
Натали Мария Кол (на английски: Natalie Maria Cole) е американскa певецa, авторка на песни и актриса. Дъщеря на Нат Кинг Кол, тя достига музикален успех в средата на 70-те години на XX век като R&B изпълнителка. Следва период на спад и липса на продажби и представления поради наркозависимост. Кол отново се очертава като видна поп певица с албум от 1987 г. Everlasting. През 90-те години тя презаписва песни на баща си, в резултат на което идва и най-големият ѝ успех, Unforgettable... with Love, от която са продадени над седем милиона копия и която ѝ носи множество награди Грами. Продадени са над 30 милиона копия по целия свят.
На 31 декември 2015 г. умира на 65 години в Лос Анджелис, Калифорния от сърдечна недостатъчност.